# Старая Стрелка
Старая Стрелка — деревня в Руднянском районе Смоленской области России. Входит в состав Любавичского сельского поселения. Население — 6 жителей (2007 год). 
Расположена в западной части области в 18 км к северу от Рудни, в 10 км севернее автодороги М1 «Беларусь». В 11 км южнее деревни расположена железнодорожная станция Красное на линии Москва — Минск. 

## История
В годы Великой Отечественной войны деревня была оккупирована гитлеровскими войсками в июле 1941 года, освобождена в октябре 1943 года.